# Göran Rystad
Nils Göran Rystad, född 31 juli 1925 i Kristianstads församling i Kristianstads län, död 18 april 2020 i Lunds Allhelgona distrikt i Skåne län, var en svensk historiker och professor vid Lunds universitet. 

## Biografi
Rystad tog filosofie licentiatexamen vid Lunds universitet 1952 och  disputerade för filosofie doktorsgrad där 1955. Åren 1955–1964 var han docent i historia vid Lunds universitet och 1961–1963 extra universitetslektor. Han var universitetslektor vid Stockholms universitet 1964–1968 och vid Lunds universitet 1969–1972. Han var forskare vid Indiana University 1963–1964 samt vid Harvard University 1966–1967 och 1970. Åren 1970–1972 hade han en forskartjänst vid Statens humanistiska forskningsråd. Han var professor i historia vid Umeå universitet 1972–1975 och vid Lunds universitet 1975–1991. År 1982 var han gästprofessor vid University of Nebraska.
Göran Rystad invaldes som ledamot av Vetenskapssocieteten i Lund 1958, av Kungliga Samfundet för utgivande av handskrifter rörande Skandinaviens historia 1963, av Gesellschaft für Deutsche Presseforschung 1965, av Kungliga Humanistiska Vetenskapssamfundet i Lund 1976, av Delegationen för militärhistorisk forskning 1976, av International Commission for the History of Representative and Parliamentary Institutions 1976, av Det kongelige danske Selskab for Fædrelandets Historie 1977, av Kungliga Vitterhets Historie och Antikvitets Akademien 1980, av Academie Européenne d’Histoire 1981, av Nordiska samarbetskommittén för internationell politik 1983, av Commission of History of International Relations 1984, av Kungliga Krigsvetenskapsakademien 1985 och av polska vetenskapsakademien 1996. Han var ordförande i Sveriges docentförbund 1961–1963 och var ordförande i Svenska militärhistoriska kommissionen 1977–1984 (hedersledamot från 1984). År 1985 var han vice president för Nordic Association for American Studies. Åren 1975–1991 var han redaktör för tidskriften Scandia. Han var ledamot av DC 3-utredningen 1991–1992 och Neutralitetspolitikkommissionen 1992–1994. Han har medverkat i Fråga Lund.
I sin forskning ägnade sig Rystad bland annat åt Sverige under 1600-talet, militärhistoria, USA:s utrikespolitik och migrationens historia. Utöver akademisk och populär facklitteratur inom historia skrev han också många läroböcker inom historia. Rystad är begravd på Norra kyrkogården i Lund.